# Selidosema pyrenaearia
Selidosema pyrenaearia là một loài bướm đêm trong họ Geometridae.